# Nalmefeno
El nalmefeno (nombre comercial Selincro), originalmente conocido como nalmetreno, es un antagonista de los receptores opioides desarrollado a mediados de 1970, y utilizado principalmente en el tratamiento del alcoholismo. También se ha investigado para el tratamiento de otro tipo de adicciones como la ludopatía y la adicción a las compras.

## Estructura y mecanismo de acción
El nalmefeno es un derivado del opio parecido tanto en estructura como en acción a la antagonista opioide naltrexona. Las ventajas del nalmefeno en relación con la naltrexona incluyen una vida media más prolongada, mejor biodisponibilidad oral y ninguna toxicidad hepática observada en relación con la dosis. Como otros medicamentos de este tipo, el nalmefeno puede provocar síntomas de abstinencia agudos en pacientes adictos a opioides o, en menor medida, cuando se utiliza durante el posoperatorio para contrarrestar los fuertes opiáceos utilizados en la cirugía.
El nalmefeno difiere de la naltrexona por la sustitución del grupo cetona en la posición 6 de la naltrexona con un grupo de metileno (CH2), que aumenta considerablemente la afinidad de unión con el receptor opioide mu. El nalmefeno también tiene una alta afinidad por los otros receptores de opioides. Es un antagonista parcial del receptor κ-opioide.

## Tratamiento de sobredosis de opioides
Las dosis intravenosas de nalmefeno de entre 0.5 a 1 miligramo han demostrado ser efectivas para contrarrestar la depresión respiratoria producida por la sobredosis de opiáceos, aunque esta no es la aplicación habitual de este fármaco ya que la naloxona es más económica.
Las dosis de nalmefeno por encima de 1.5 mg no parecen proporcionar ningún beneficio mayor en esta aplicación. Sin embargo, su promedio de vida más largo podría resultar útil para tratar la sobredosis de opioides de acción más prolongada como la metadona, ya que requeriría una dosificación menos frecuente y, por lo tanto, reduciría la probabilidad de renarcotización a medida que el antagonista dejase de hacer efecto.

## Tratamiento del alcoholismo
Estudios controlados por placebo han demostrado que nalmefene, combinado con tratamiento psicológico, reduce significativamente el consumo de alcohol de los pacientes adictos a esta sustancia. En los estudios recientes más amplios, se indicaba a los pacientes que tomasen el medicamento según sus "necesidades", cuando sintiesen el impulso de consumir alcohol.
En los ensayos clínicos con este fármaco, las dosis utilizadas para tratar el alcoholismo oscilaban entre los 20–80 mg por día, vía oral.
Las dosis analizadas para tratar la ludopatía eran de entre 25–100 mg por día. o
En ambos ensayos, no hubo demasiada diferencia entre la eficacia de los regímenes de dosificación más bajos y los más altos. La dosis más baja (20 y 25 mg, respectivamente) fue la mejor tolerada, con una eficacia terapéutica similar a la de las dosis más altas y menos efectos secundarios. Por lo tanto, el nalmefeno es alrededor de dos veces más potente que la naltrexona cuando se utiliza para el tratamiento de adicciones.
El uso del nalmefeno para reducir el consumo de alcohol fue descubierto por David Sinclair. La investigación con su equipo en el Instituto Nacional de Salud y Bienestar finlandés demostró que trabajaba a través del mecanismo de extinción farmacológica. Cada vez que se consume alcohol mientras un antagonista opioide bloquea el efecto, las ansias posteriores son reducidas gradualmente; el consumo de alcohol disminuye progresivamente, semana tras semana, siguiendo una curva de extinción. Esto también se conoce como El Método Sinclair (TSM). La teoría y la ciencia que apoyan el protocolo del TSM tanto con nalmefeno como con naltrexona están descritas en el libro "La cura del alcoholismo".

## Metabolismo
El nalmefeno se metaboliza en gran parte en el hígado, principalmente al combinarse con ácido glucurónico y también por "N"-desalquilación Menos del 5% de la dosis es excretada sin cambios. El metabolito glucórnido está totalmente inactivo, mientras el metabolito N-desalquilado tiene una actividad farmacológica mínima.

## Efectos secundarios
- Comunes: somnolencia, hipertensión, taquicardia, mareos, náuseas, vómitos
- Ocasionales: fiebre, hipotensión, vasodilatación, escalofríos, dolor de cabeza
- Raros: ansiedad, arritmia, bradicardia, confusión, alucinaciones, mioclono, picores[10]

## Propiedades
- Soluble en agua hasta los 130 mg/mL, soluble en cloroformo hasta los 0.13 mg/mL
- pKa 7.6
- Vida media de distribución: 41 minutos

## Aprobaciones
El uso de nalmefeno fue aprobado en los Estados Unidos en 1995 como tratamiento para la sobredosis de opioides. Las fórmulas orales, que han sido utilizadas para tratar el alcoholismo y otros comportamientos adictivos, no se han aprobado para esta práctica en Estados Unidos.
La farmacéutica Lundbeck ha autorizado el fármaco de las Terapias de Biotie y realizado ensayos clínicos con nalmefeno para el tratamiento del alcoholismo.
En 2011 presentaron una solicitud a la Agencia Europea de Medicamentos para su fármaco llamado "Selincro". El uso del fármaco en la Unión Europea fue aprobado en marzo de 2013, y en octubre de 2013 Escocia se convirtió en el primer país de la UE en recetar el medicamento para tratar el alcoholismo. Inglaterra siguió a Escocia ofreciendo la sustancia como tratamiento al problema de la bebida en octubre de 2014.